# Грінвілл (Індіана)
Грінвілл (англ. Greenville) — місто (англ. town) в США, в окрузі Флойд штату Індіана. Населення — 1365 осіб (2020).

## Географія
Грінвілл розташований за координатами 38°22′18″ пн. ш. 85°59′5″ зх. д. / 38.37167° пн. ш. 85.98472° зх. д. (38.371536, -85.984733).  За даними Бюро перепису населення США в 2010 році місто мало площу 2,02 км², з яких 2,02 км² — суходіл та 0,00 км² — водойми.

## Демографія
Згідно з переписом 2010 року, у місті мешкало 595 осіб у 219 домогосподарствах у складі 162 родин. Густота населення становила 295 осіб/км².  Було 241 помешкання (119/км²).
Расовий склад населення:
| - 95,5 % — білих - 1,5 % — чорних або афроамериканців - 0,8 % — корінних американців - 0,8 % — азіатів |

До двох чи більше рас належало 0,8 %. Частка іспаномовних становила 2,0 % від усіх жителів.
За віковим діапазоном населення розподілялося таким чином: 26,9 % — особи молодші 18 років, 61,2 % — особи у віці 18—64 років, 11,9 % — особи у віці 65 років та старші. Медіана віку мешканця становила 39,4 року. На 100 осіб жіночої статі у місті припадало 104,5 чоловіків;  на 100 жінок у віці від 18 років та старших — 91,6 чоловіків також старших 18 років.
Середній дохід на одне домашнє господарство  становив 71 510 доларів США (медіана — 59 545), а середній дохід на одну сім'ю — 82 529 доларів (медіана — 73 021). Медіана доходів становила 43 750 доларів для чоловіків та 37 969 доларів для жінок. За межею бідності перебувало 8,4 % осіб, у тому числі 10,7 % дітей у віці до 18 років та 6,0 % осіб у віці 65 років та старших.
Цивільне працевлаштоване населення становило 345 осіб. Основні галузі зайнятості: освіта, охорона здоров'я та соціальна допомога — 14,2 %, транспорт — 13,3 %, науковці, спеціалісти, менеджери — 10,4 %, виробництво — 10,1 %.